# Miss USA
Miss USA este un concurs de frumusețe care are loc aproape anual în SUA, câștigătoarele pot participa la concursul Miss America. Concursul a avut loc prima oară în anul 1952, înainte cu an a fost aleasă "Yolande Betbeze", Miss America, care a refuzat să se lase fotografiată în costum de baie. Firma "Catalina" care producea costume de baie, a hotărât să finanțeze împreună cu alte companii un nou concurs de frumusețe care a fost numit Miss USA și în același timp a luat naștere concursul internațional Miss Universe. Concursul a atins gradul maxim de popularitate prin anii 1960, după care din cauza mișcării feministe a suferit un regres continu. În anul 1957 se va retrage titlul câștigătoarei concursului "Leona Gage", motivul fiind că era minoră, și pe deasupra mamă și căsătorită de două ori. Titlul fiind acordat concurentei "Charlotte Sheffield" care ocupa-se locul doi. Până în prezent statul Texas conduce cu cele 9 titluri câștigate urmat de statele California (5), California și Hawaii fiecare cu câte 4 titluri.

## Lista câștigătoarelor

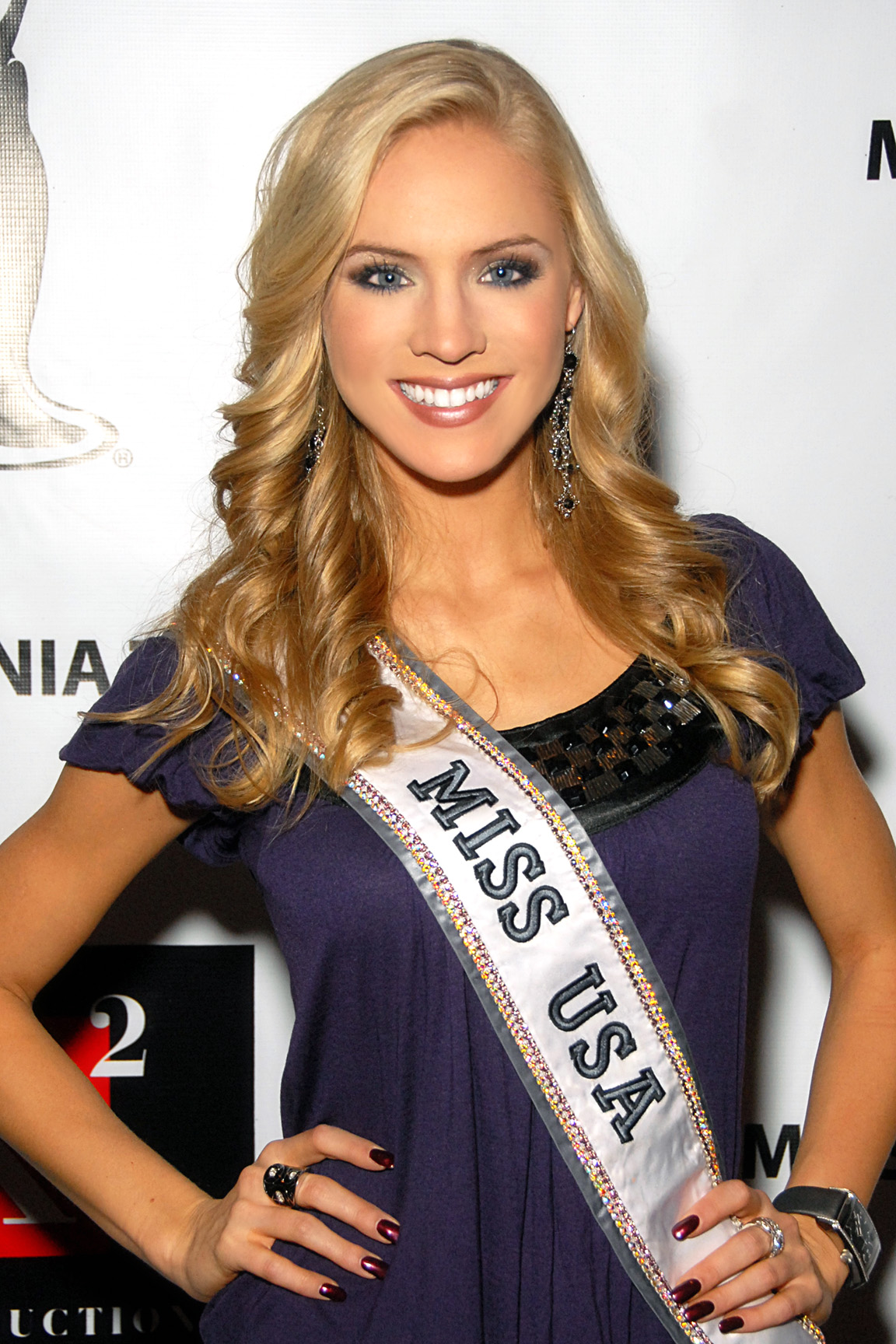
Kristen Dalton (North Carolina), Miss USA 2009

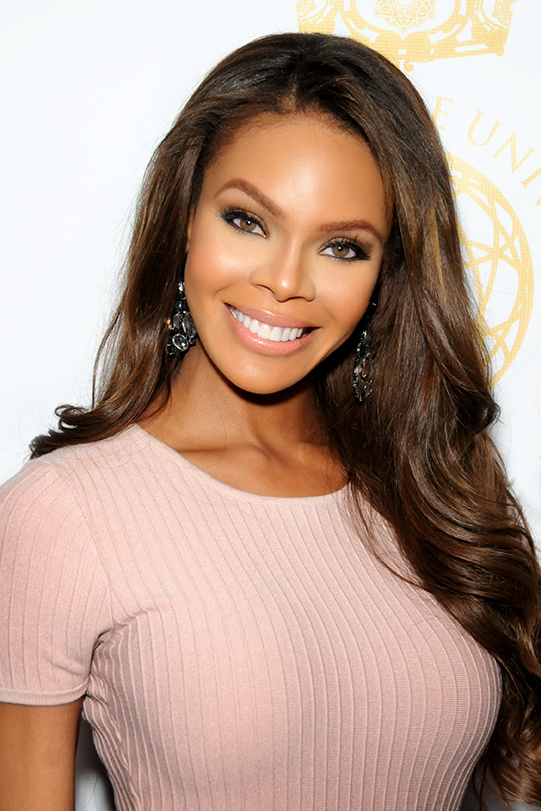
Crystle Stewart (Texas), Miss USA 2008

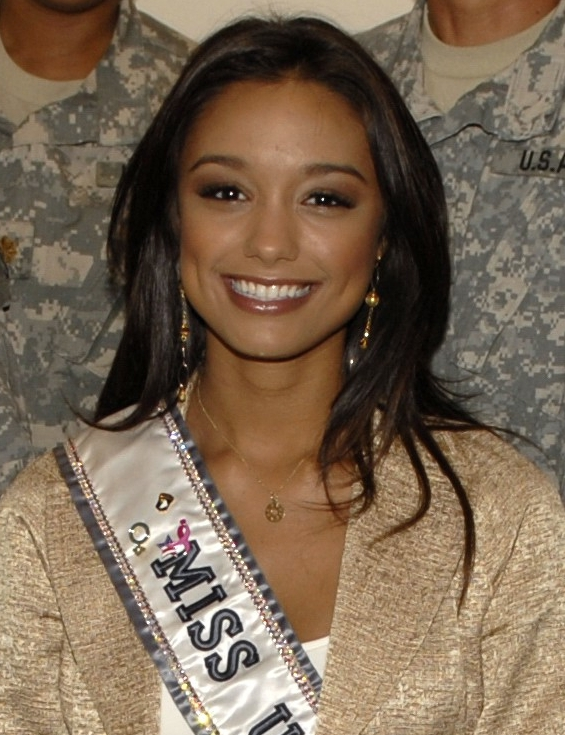
Rachel Smith (Tennessee, Miss USA 2007

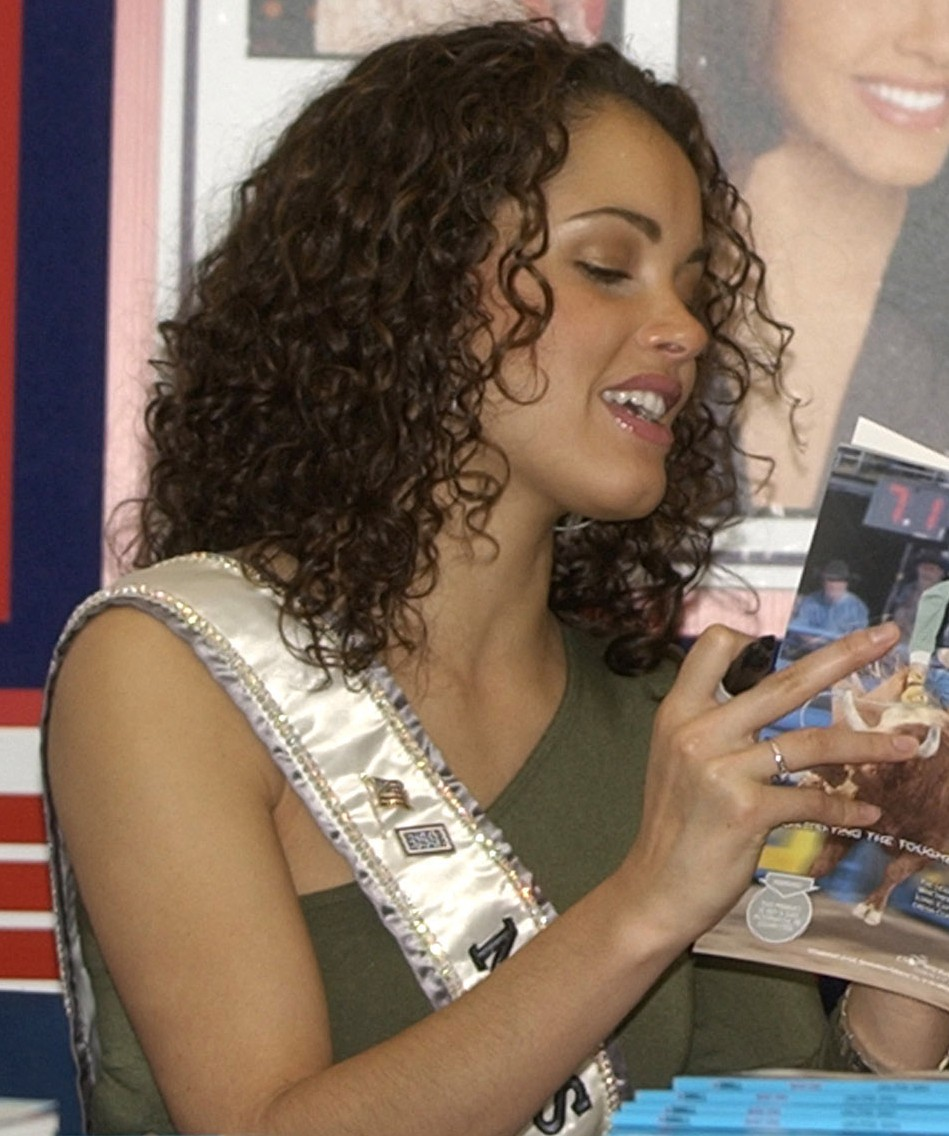
Susie Castillo (Massachusetts), Miss USA 2003

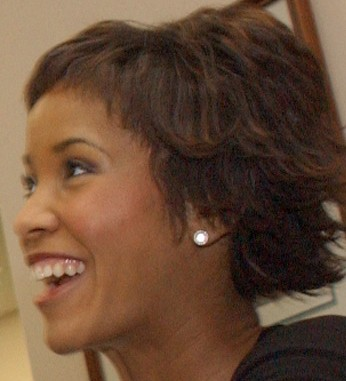
Shauntay Hinton (District of Columbia), Miss USA 2002

| Anul | Numele                 | Statul               |
| ---- | ---------------------- | -------------------- |
| 1952 | Jackie Loughery        | New York             |
| 1953 | Myrna Hansen           | Illinois             |
| 1954 | Mirian Stevenson*      | South Carolina       |
| 1955 | Carlene Johnson        | Vermont              |
| 1956 | Carol Morris           | Iowa                 |
| 1957 | Mary Leona Gage**      | Maryland             |
| 1957 | Charlotte Sheffield    | Utah                 |
| 1958 | Eurlene Howell         | Louisiana            |
| 1959 | Terry Huntingdon       | California           |
| 1960 | Linda Bement*          | Utah                 |
| 1961 | Sharon Brown           | Louisiana            |
| 1962 | Macel Leilani Wilson   | Hawaii               |
| 1963 | Marite Ozers           | Illinois             |
| 1964 | Bobbi Johnson          | District of Columbia |
| 1965 | Sue Ann Downey         | Ohio                 |
| 1966 | Maria Remenyi          | California           |
| 1967 | Sylvia Hitchcock*      | Alabama              |
| 1967 | Cheryl Patton          | Florida              |
| 1968 | Dorothy Anstett        | Washington           |
| 1969 | Wendy Dascomb          | Virginia             |
| 1970 | Deborah Shelton        | Virginia             |
| 1971 | Michele McDonald       | Pennsylvania         |
| 1972 | Tanya Wilson           | Hawaii               |
| 1973 | Amanda Jones           | Illinois             |
| 1974 | Karen Morrison         | Illinois             |
| 1975 | Summer Bartholomew     | California           |
| 1976 | Barbara Petersen       | Minnesota            |
| 1977 | Kimberly Tomes         | Texas                |
| 1978 | Judi Anderson          | Hawaii               |
| 1979 | Mary Freil             | New York             |
| 1980 | Shawn Weatherly*       | South Carolina       |
| 1980 | Jineane Ford           | Arizona              |
| 1981 | Kim Seelbrede          | Ohio                 |
| 1982 | Terri Utley            | Arkansas             |
| 1983 | Julie Hayek            | California           |
| 1984 | Mai Shanley            | New Mexico           |
| 1985 | Laura Martinez-Harring | Texas                |
| 1986 | Christy Fichtner       | Texas                |
| 1987 | Michelle Royer         | Texas                |
| 1988 | Courtney Gibbs         | Texas                |
| 1989 | Gretchen Polhemus      | Texas                |
| 1990 | Carole Gist            | Michigan             |
| 1991 | Kelli McCarty          | Kansas               |
| 1992 | Shannon Marketic       | California           |
| 1993 | Kenya Moore            | Michigan             |
| 1994 | Lu Parker              | South Carolina       |
| 1995 | Chelsi Smith*          | Texas                |
| 1995 | Shanna Moakler         | New York             |
| 1996 | Ali Landry             | Louisiana            |
| 1997 | Brook Mahealani Lee*   | Hawaii               |
| 1997 | Brandi Sherwood        | Idaho                |
| 1998 | Shawnae Jebbia         | Massachusetts        |
| 1999 | Kimberly Pressler      | New York             |
| 2000 | Lynnette Cole          | Tennessee            |
| 2001 | Kandace Krueger        | Texas                |
| 2002 | Shauntay Hinton        | District of Columbia |
| 2003 | Susie Castillo         | Massachusetts        |
| 2004 | Shandi Finnessey       | Missouri             |
| 2005 | Chelsea Cooley         | North Carolina       |
| 2006 | Tara Conner            | Kentucky             |
| 2007 | Rachel Smith           | Tennessee            |
| 2008 | Crystle Stewart        | Texas                |
| 2009 | Kristen Dalton         | North Carolina       |
| 2010 | Alexandria Mills       | Kentucky             |